# Tasmanogobius lasti
Tasmanogobius lasti är en fiskart som beskrevs av Hoese, 1991. Tasmanogobius lasti ingår i släktet Tasmanogobius och familjen smörbultsfiskar. Inga underarter finns listade i Catalogue of Life.